# Tylophora longifolia
Tylophora longifolia är en oleanderväxtart som beskrevs av Robert Wight. Tylophora longifolia ingår i släktet Tylophora och familjen oleanderväxter. Inga underarter finns listade i Catalogue of Life.